# Diplodus puntazzo
Espèce
Statut de conservation UICN

 LC  : Préoccupation mineure
Le Sar à museau pointu (Diplodus puntazzo) est une espèce de la famille des sparidés pouvant atteindre jusqu'à 60 cm de long. Il est présent en Atlantique Est et en Méditerranée.
Diplodus puntazzo était également classé sous Puntazzo puntazzo, où il était la seule espèce du genre Puntazzo, cependant ce genre est devenu obsolète,.

## Écologie
Les adultes se reproduisent en septembre, et les juvéniles arrivent sur les côtes en octobre. Ils se rencontrent sur les zones de petits fonds rocheux côtiers, et peuvent être rencontrés dans les lagunes. Entre 15 et 20mm, les post-larves sont quasi transparentes, avec des motifs noir sur les nageoires pelviennes et dorsales. Entre 20 et 30mm, les motifs s'épaississent et des taches blanches réhaussent la couleur globale. Une fois dépassé les 30mm, les individus commencent à montrer des schémas de couleur, et de motifs, caractéristiques des adultes.

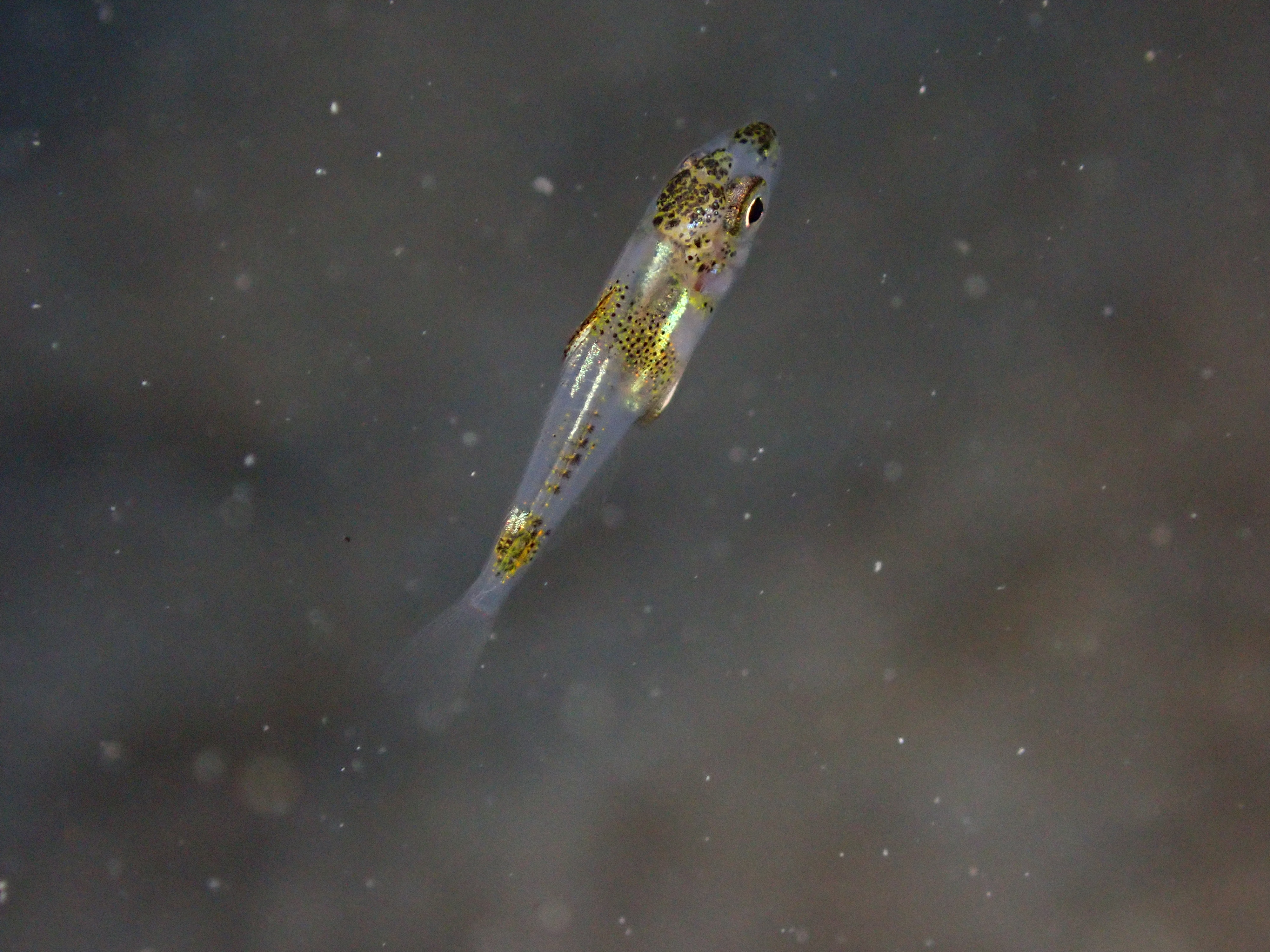
Post-larve de D.puntazzo
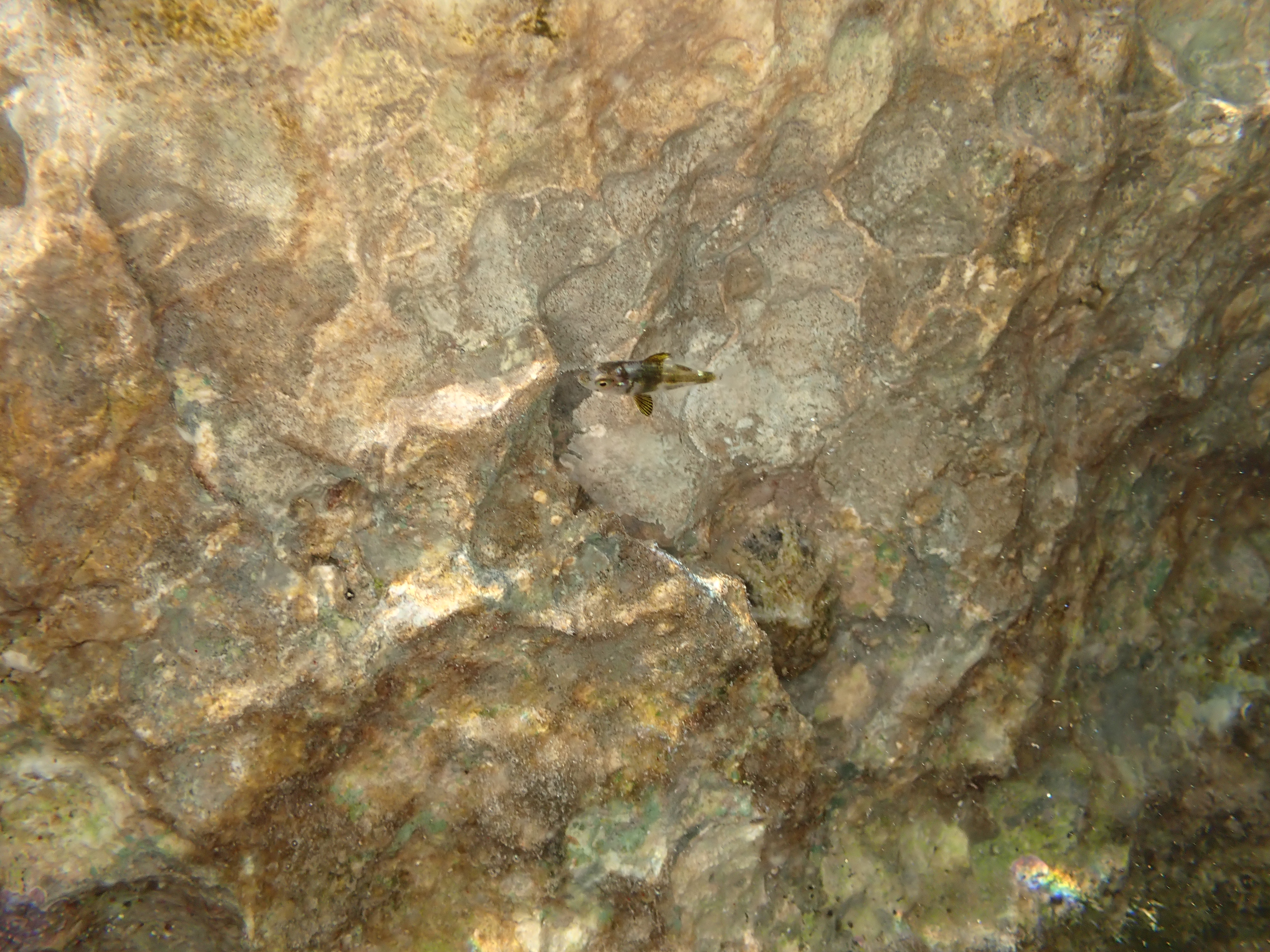
Juvénile de D.puntazzo